# Weissspitze (Hohe Tauern)
La Weißspitze est une montagne qui s’élève à 3 300 m d’altitude dans les Hohe Tauern, en Autriche.